# Tuchola
Pour les articles homonymes, voir Tuchola (homonymie).
Tuchola (en allemand Tuchel) est une ville de Pologne d'environ 14 000 habitants. Située à 70 kilomètres de Bydgoszcz (Bromberg), elle est l'une des plus vieilles villes de Poméranie.

## Histoire

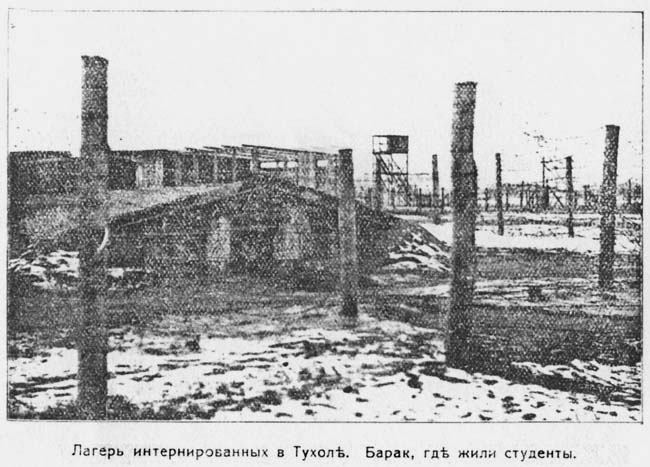
Le camp de prisonniers de guerre de Tuchola, 1919.

À partir de 1772, Tuchel fait partie de l'arrondissement de Konitz (de) puis de 1875 à 1920, est le chef-lieu de l'arrondissement de Tuchel dans le district de Marienwerder au sein de la province de Prusse-Occidentale.
Un camp de prisonniers de guerre est établi près de la ville par l'Allemagne impériale pendant la Première Guerre mondiale. Après que Tuchola ait été transféré à la Pologne en 1920 à la suite du traité de Versailles, de nombreux prisonniers soviétiques capturés durant la guerre russo-polonaise y sont internés, avant son démantèlement en 1923.
Pendant la campagne de Pologne en 1939 lors de la Seconde Guerre mondiale, la ville et sa forêt environnante furent le théâtre d'une bataille pour son contrôle entre les Polonais et les Allemands du 1er au 5 septembre 1939. Sous l'occupation allemande, les SS de Hans Kammler et de Walter Dornberger réalisent plusieurs essais de missiles de V2 (107 au total) dans la forêt de Tuchola.
Découverts par l'Armia Krajowa, le site sera bombardé à plusieurs reprises par les aviations alliées avant que Tuchola soit libérée en janvier 1945 lors de la progression de l'Armée rouge.

## Jumelages
- Olching ( Allemagne)
- Lübtheen ( Allemagne)